# Xã Madison, Quận Polk, Iowa
Xã Madison (tiếng Anh: Madison Township) là một xã thuộc quận Polk, tiểu bang Iowa, Hoa Kỳ. Năm 2010, dân số của xã này là 3.488 người.